# 卡累利阿炖肉

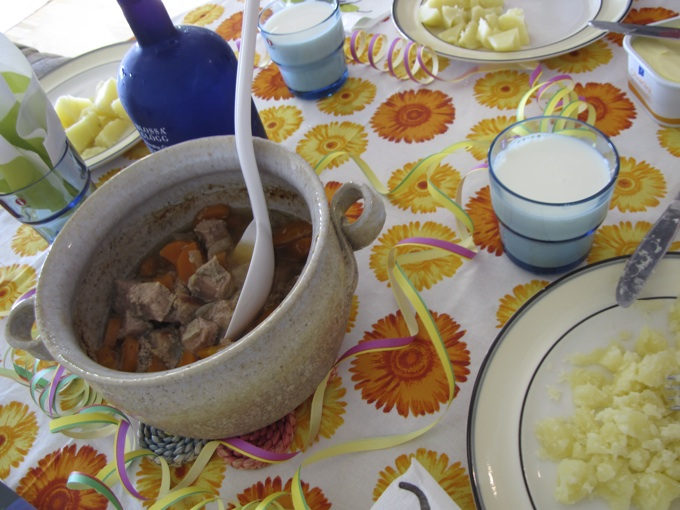
卡累利阿炖肉

卡累利阿炖肉（芬蘭語：karjalanpaisti）是芬兰卡累利阿人的传统菜肴。最初的叫法就是“炖肉”（芬蘭語：paisti），或者更进一步称为“砂锅炖肉”（芬蘭語：ruukkupaisti）、“烤炉炖肉”（芬蘭語：uunipaisti）或“壁炉肉”（芬蘭語：pätsiliha）。当二战结束后卡累利阿人被迫从割让给苏联的领土中迁徙至芬兰其他地区后，该菜肴开始冠上了“卡累利阿”的前缀。
卡累利阿炖肉里放有切成方块的肉块，在更精致的版本中有多种肉类，如猪肉、牛肉和羊肉。其他调料包括水、洋葱、盐、胡椒和月桂叶。除了较常见的做法外还有各式变样的做法。原料中还可使用如肝脏和肾脏等内脏，或者各种根茎、土豆和胡萝卜。其他谷物或豆类，主要是蚕豆，也可以添加。通常和卡累利阿炖肉一起吃的配菜是煮过的土豆或土豆泥。骨髓给该菜肴带来更多的味道，因此最好放一些骨头一起炖。
炖的过程中关键要求是低温（低于100摄氏度）和炖的时间要长，最好是炖一整夜。但有的菜谱里为了防止微生物的产生建议用高一点的温度。
当1950年代被迫回迁芬兰的卡累利阿人开始举办村庄或家族聚会后，卡累利阿炖肉开始在芬兰得到推广和喜爱。
2007年芬兰《晚报》的读者投票把卡累利阿炖肉推选为芬兰国肴。2016年芬兰饮食文化推广基金会、农林业产家协会和芬兰农林部举办的国肴投票中卡累利阿炖肉排在黑麦面包之后的第二名。